# 河合村 (愛知県)
河合村（かわいむら）は、かつて愛知県額田郡にあった村である。
現在の岡崎市の一部であり、昭和の大合併時の岡崎市北東部に該当する。
乙川（矢作川支流）沿いの山間の村であった。

## 沿革
- 江戸時代末期、この地域は岡崎藩領、西尾藩領、寺社領、旗本領などであった。
- 1878年（明治11年） -
  - 栗木村と才熊村が合併し、才栗村となる。
  - 秦梨村と友久村が合併し、秦梨村となる。
- 1889年（明治22年）10月1日 - 才栗村、秦梨村、切越村、蓬生村、須淵村、岩戸村、茅原沢村、古部村、生平村が合併し、河合村となる。
- 1955年（昭和30年）2月1日 - 岡崎市に編入される。

## 学校
- 河合村立河合中学校（現・岡崎市立河合中学校）
- 河合村立生平小学校（現・岡崎市立生平小学校）
- 河合村立秦梨小学校（現・岡崎市立秦梨小学校）

## 史跡など
- 秦梨城
- 天岩戸伝説地（天岩戸の欠片と伝えられている岩）
- 岡崎ゲンジボタル発生地（国の天然記念物）

## 会社
- 乙川電力 - 秦梨にあった電力会社。1916年から1939年にかけて営業。